# 一月一日 (曲)
一月一日（いちがつ いちじつ、いちげつ いちじつ）は、元旦にちなんだ歌曲。1892年発表の作詞：稲垣千穎、作曲：小山作之助によるものと、1893年発表の作詞：千家尊福、作曲：上真行によるもの、1916年発表の作詞：葛原しげる、作曲：小松耕輔によるもの3曲があり、1893年発表のものがよく知られている。

## 稲垣千穎作詞版
1892年（明治25年）、『小学唱歌 第一巻』にて発表。

## 千家尊福作詞版

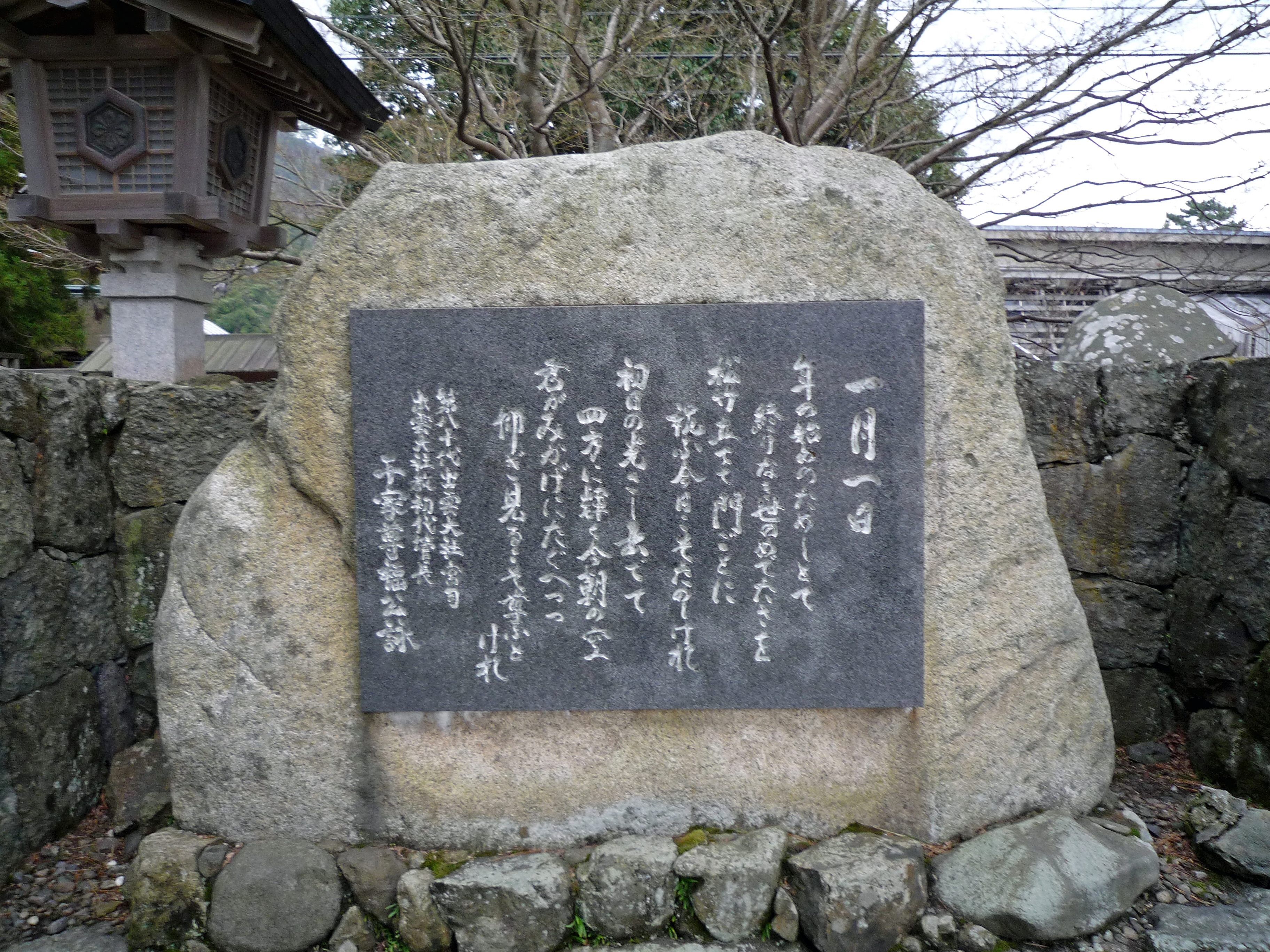
出雲大社神楽殿横に設置されている歌碑

1893年（明治26年）、文部省が発行した「小学校祝日大祭日儀式用歌詞並楽譜」にて発表された。明治期から戦前にかけて唄われた小学唱歌。フジテレビ系列で新春に放送されていた「新春かくし芸大会」のテーマソングの原曲として有名である。歌い出しから「年の始め」がタイトルだと思っている人が多い。歌詞は千家尊福の項目を参照されたい。
作詞の千家尊福は出雲大社第80代出雲国造であり、出雲大社神楽殿の東側には「一月一日」の歌碑が建っている。
1995年（平成7年）に森高千里がシングル「ジン ジン ジングルベル」で、2001年（平成13年）にピチカート・ファイヴがアルバム『さ・え・ら ジャポン』で取り上げている。
フジテレビの子供向け番組『じゃじゃじゃじゃ〜ン!』で、町あかりが「歌のお姉さん」として替え歌「明日からやるよ! 一月一日」を歌い、2019年発売のアルバム『あかりおねえさんのニコニコへんなうた』に収録された。

## 葛原しげる作詞版
1916年（大正5年）、『大正幼年唱歌 第4集』（目黒書店）にて発表された。